# Dániel Cornides
Dániel Cornides, född 1 juli 1732 i Liptószentmiklós, död 4 oktober 1787 i Pest, var en ungersk historiker.
Cornides var någon tid lärare vid reformerta kollegiet i Kolozsvár samt blev 1784 bibliotekarie och extra ordinarie professor i heraldik och diplomatik i Pest. Av hans historiska arbeten har till trycket befordrats bland annat Regum Hungariæ, qui sæculo XI:mo regnavere, genealogia et cetera (1778), Commentatio de religione veterum hungarorum (1791) och Bibliotheca hungaria et cetera (1792).